# Ricardo de Prada
Ricardo de Prada (Madrid, oktober 1957) is een Spaans jurist. Hij begon zijn loopbaan als advocaat in Madrid en is sinds 1986 strafrechter. Tussendoor was hij van 2005 tot 2007 rechter van de Kamer van Beroep van de Bosnische oorlogsmisdadenkamer. Sinds 2012 is hij oproepbaar als rechter van het Internationale Residumechanisme voor Straftribunalen dat lopende zaken afhandelt van het Rwandatribunaal en het Joegoslaviëtribunaal. 

## Levensloop
De Prada behaalde zijn graad in de rechten na een studie van 1975 tot 1980 aan de Complutense Universiteit van Madrid. In 1987 behaalde hij verder nog een diploma van het Internationaal Instituut voor de Rechten van de Mens in Straatsburg en sinds 2008 werkt hij aan doctorale studie aan de UNED. Verder volgde hij nog enkele rechterlijke studies. Naast het Spaans beheerst hij het Engels en het Frans en heeft hij een basiskennis van het Servo-Kroatisch.
Hij begon zijn professionele loopbaan in 1981 als advocaat in Madrid, waar hij opgenomen is in de balie van het Illustre Colegio de Abogados de Madrid. In 1986 werd hij benoemd tot rechter en in 1988 tot seniorrechter. Sinds 1990 dient hij voor het Nationale Hof, met een onderbreking van 2005 tot 2007 toen hij rechter was voor de Kamer van Beroep van de Bosnische oorlogsmisdadenkamer. In 2012 werd hij beëdigd tot rechter van het Internationale Residumechanisme voor Straftribunalen, om op oproepbasis lopende zaken af te handelen van het Rwandatribunaal en het Joegoslaviëtribunaal.
De Prada gaf gastlezingen in binnen- en buitenland en bracht verschillende publicaties uit op het gebied van onder meer de toepassing van internationaal recht door lokale rechters, internationaal humanitair recht, oorlogsmisdaden in de landen van voormalig Joegoslavië en juridische ontwikkelingen in Latijns-Amerika. In 2007 werd hij onderscheiden met een Spaanse mensenrechtenprijs.